# Иштуганское сельское поселение
Иштуганское се́льское поселе́ние — муниципальное образование в Сабинском районе Татарстана Российской Федерации.
Административный центр — посёлок железнодорожного разъезда Иштуган.

## История
Статус и границы сельского поселения установлены Законом Республики Татарстан от 31 января 2005 года № 39-ЗРТ «Об установлении границ территорий и статусе муниципального образования "Сабинский муниципальный район" и муниципальных образований в его составе».

## Население
| 2010 | 2011 | 2012 | 2013 | 2014 | 2015 | 2016 |
| ---- | ---- | ---- | ---- | ---- | ---- | ---- |
| 611  | ↘610 | ↗618 | ↘614 | →614 | ↗615 | ↘609 |
| 2017 | 2018 |      |      |      |      |      |
| ↗613 | ↗618 |      |      |      |      |      |

## Состав сельского поселения
| № | Населённый пункт | Тип населённого пункта                                    | Население |
| - | ---------------- | --------------------------------------------------------- | --------- |
| 1 | Иштуган          | посёлок железнодорожного разъезда, административный центр | ↗613      |